# Szymon Sićko
Szymon Sićko (20 de agosto de 1997) es un jugador de balonmano polaco que juega de lateral izquierdo en el Vive Tauron Kielce. Es internacional con la selección de balonmano de Polonia.

## Palmarés

### Vive Kielce
- Liga de Polonia de balonmano (3): 2021, 2022, 2023
- Copa de Polonia de balonmano (1): 2021

## Clubes
- SMS Gdansk (2013-2016)
- Chrobry Głogów (2016-2017)
- Vive Tauron Kielce (2017- )
- TV Hüttenberg (2017-2018) (cedido)[2]
- NMC Górnik Zabrze (2018-2020) (cedido)